# Bong’sche Kiesgrube und Mainufer bei Mainflingen
Das Naturschutzgebiet Bong’sche Kiesgrube und Mainufer bei Mainflingen (NSG-Kennung 1438001) liegt im hessischen Landkreis Offenbach. Es umfasst ein rund 94,52 Hektar großes Seengebiet, das sich im Stadtgebiet von Mainhausen befindet.

## Gebietsbeschreibung
Das Naturschutzgebiet liegt südlich von Mainflingen in einem Dreieck zwischen dem Ortsteil Mainflingen im Norden, der Bundesautobahn 45 im Osten und der Landesstraße 2310 im Süden. Um 1920 begann der Abbau von Ton auf dem Gelände des heutigen Naturschutzgebiets, etwa 1933 waren die Vorkommen erschöpft. Anfang der 1960er-Jahre begann der Kiesabbau im Gebiet der heutigen Wasserfläche. 1976 wurde der Betrieb des Bong’schen Mahlwerks eingestellt; der Betrieb der Sandwaschanlage im Naturschutzgebiet und der Tonabbau in der Bong’schen Lehmgrube gingen bis in die 1990er-Jahre weiter.

## Schutzzweck
Schutzzweck ist, die ehemalige Kiesgrube und die angrenzenden Uferbereiche des Mains als überregional bedeutsames Rast-, Überwinterungs- und Brutareal für zahlreiche wassergebundene und bedrohte Vogelarten, aber auch als Lebensraum gefährdeter Amphibien und Insekten und einer naturnahen Auenvegetation zu sichern und zu erhalten. Die Ausweisung als Naturschutzgebiet erfolgte auf Antrag der Hessischen Gesellschaft für Ornithologie und Naturschutz (HGON).